# Юліуш Кольберг

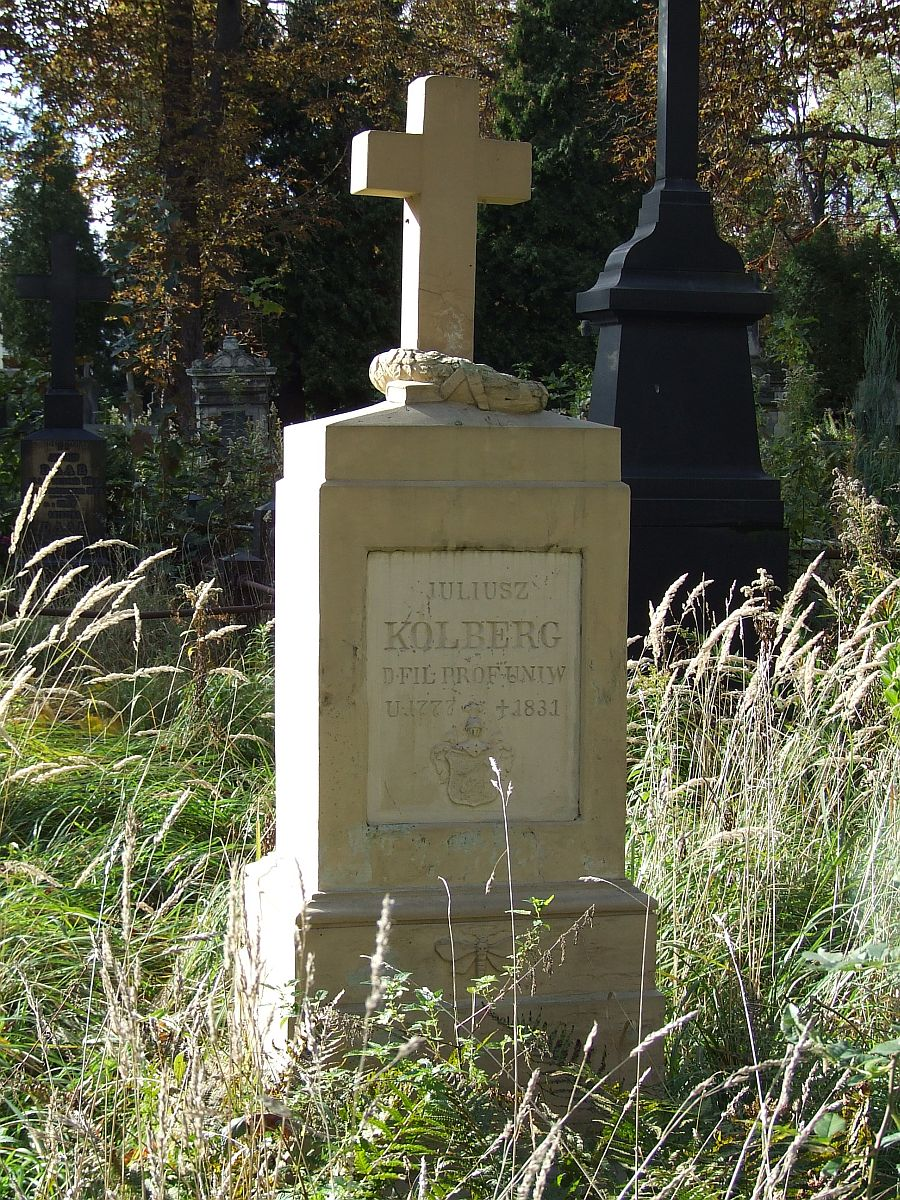
Надгробок Юліуша Кольберга на цвинтарі у Варшаві

Юліуш Ко́льберг (пол. Krzysztof Juliusz Henryk Kolberg; 7 липня 1776, Вольдегк — 5 вересня 1831, Варшава) — польський топограф, геодезист і перекладач німецького походження. Батько Оскара Кольберга, відомого етнографа.
Народився у Вольдегку, в Мекленбург-Стреліці. Випускник Берлінського технічного університету. З 1817 р. — займає посаду професора вимірювань і геодезії у Варшавському університеті.
З 1818 р. працював інспектором вимірювань та геодезії Варшавського герцогства.
Конструктор першого польського планіметра (1820).

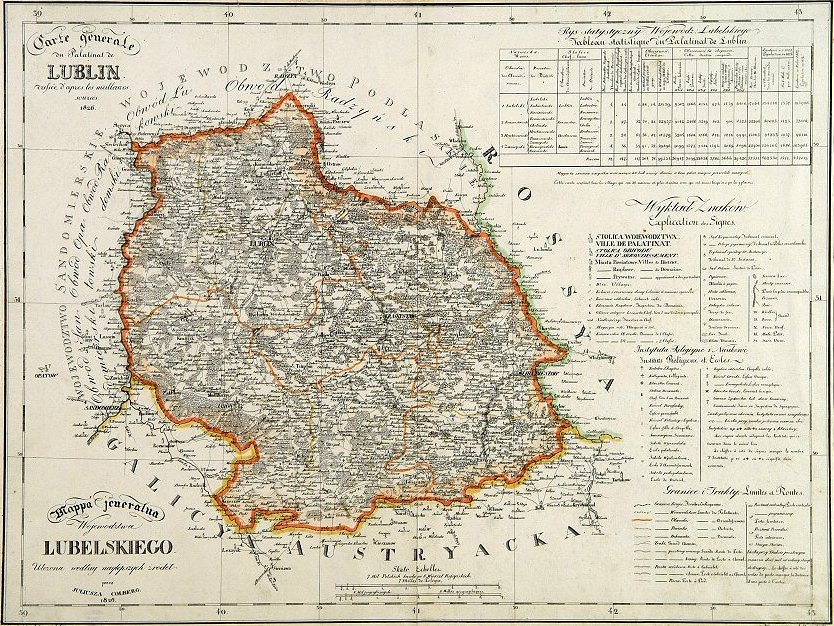
Карта Люблинського воєводства Польського королівства Ю. Кольберга

## Публікації
- «Kartą pocztową i podróżną Królestwa Polskiego i W. Ks. Poznańskiego» (1817)
- «Atlas ośmiu województw» (1827)
- «Kartę Królestwa Polskiego w 8 sekcyjach» (1833)
- «Teoryja rysowania gór» (1825)
- «Wzory rysowania map» (1825)
- «Porównanie miar i wag» (1818–1838)
- «Tabella zamiany monet» (1832)
- «Opisanie składu i użycia planimetru» (1822)

## Ресурси Інтернету
- Juliusz Colberg (1776—1831) Publikacje dostępne w katalogu HINT data dostępu 2012-10-17